# Thời gian hoàn vốn
Thời gian hoàn vốn trong ngân sách vốn đề cập đến khoảng thời gian cần thiết cho sự trở về trên một khoản đầu tư để "trả nợ" số tiền đầu tư ban đầu. Ví dụ, một khoản đầu tư 1000 USD trở lại 500 USD mỗi năm sẽ có thời gian hoàn vốn hai năm. giá trị thời gian của tiền không đưa vào tài khoản. Thời gian hoàn vốn trực giác các biện pháp bao lâu một cái gì đó cần thiết để "trả tiền cho chính nó". Tất cả các yếu tố khác là như nhau, thời gian hoàn vốn ngắn hơn là thích hợp hơn thời gian hoàn vốn lâu hơn. Thời gian hoàn vốn được sử dụng rộng rãi vì dễ sử dụng mặc dù công nhận những hạn chế, mô tả dưới đây.
Thuật ngữ này cũng được sử dụng rộng rãi trong các loại khác của lĩnh vực đầu tư, thường xuyên đối với năng lượng hiệu quả công nghệ, thay đổi bảo trì, nâng cấp, hoặc khác. Ví dụ, một bóng đèn huỳnh quang compact có thể được mô tả là có một thời gian hoàn vốn của một số lượng nhất định của năm hoặc thời gian hoạt động, giả sử chi phí nhất định. Ở đây, sự trở lại đầu tư bao gồm giảm chi phí vận hành. Mặc dù chủ yếu là một thuật ngữ tài chính, các khái niệm về thời gian hoàn vốn là đôi khi mở rộng mục đích sử dụng khác, chẳng hạn như thời gian hoàn vốn năng lượng (khoảng thời gian mà các khoản tiết kiệm năng lượng của một dự án bằng số tiền chi tiêu năng lượng kể từ khi khởi động dự án), những khác các điều khoản có thể không được tiêu chuẩn hóa hoặc sử dụng rộng rãi.
Thời gian hoàn vốn là một công cụ phân tích thường được sử dụng bởi vì nó là dễ dàng áp dụng và dễ hiểu đối với hầu hết các cá nhân, không phân biệt đào tạo học tập, hoặc lĩnh vực nỗ lực. Khi được sử dụng cẩn thận hoặc để so sánh các khoản đầu tư tương tự, nó có thể được khá hữu ích. Như một công cụ độc lập để so sánh đầu tư để "không làm gì", thời gian hoàn vốn đã không có tiêu chuẩn rõ ràng để ra quyết định (ngoại trừ, có lẽ, thời gian hoàn vốn ít hơn vô cực).
Thời gian hoàn vốn được coi là một phương pháp phân tích với những hạn chế nghiêm trọng và trình độ sử dụng của nó, bởi vì nó không tính đến giá trị thời gian của tiền, nguy cơ, tài chính hoặc cân nhắc quan trọng khác, chẳng hạn như chi phí cơ hội. Trong khi giá trị thời gian của tiền có thể được sửa chữa bằng cách áp dụng một chi phí bình quân giảm giá vốn, nó thường đồng ý rằng công cụ này cho các quyết định đầu tư không nên được sử dụng trong sự cô lập. Biện pháp thay thế "trở lại" ưa thích các nhà kinh tế là giá trị hiện tại ròng và nội suất lợi nhuận. Một giả định tiềm ẩn trong việc sử dụng thời gian hoàn vốn là trở lại đầu tư tiếp tục sau khi thời gian hoàn vốn. Thời gian hoàn vốn không xác định bất cứ so sánh cần thiết để đầu tư khác hoặc thậm chí không thực hiện đầu tư.
Không có công thức để tính toán thời gian hoàn vốn, trừ trường hợp đơn giản và không thực tế của kinh phí tiền mặt ban đầu và dòng tiền tiếp tục liên tục hoặc liên tục dòng tiền ngày càng tăng. Để tính toán thời gian hoàn vốn, một thuật toán mà là easlily áp dụng trong bảng tính là cần thiết. Các thuật toán điển hình làm giảm việc tính toán dòng tiền tích lũy và thời điểm trong đó nó biến tích cực từ âm.
Các phức tạp phát sinh khi thay đổi dòng chảy tiền mặt ký nhiều lần, tức là, nó có chứa dòng chảy ở giữa hoặc ở cuối của cuộc đời dự án. Thời gian hoàn vốn thay đổi thuật toán có thể được áp dụng sau đó. Thứ nhất, tổng hợp của tất cả các luồng tiền ra được tính toán. Sau đó, dòng tiền mặt tích cực tích lũy được xác định cho từng thời kỳ. Thời gian hoàn vốn sửa đổi được tính như thời điểm, trong đó dòng tiền tích cực tích lũy vượt quá tổng số dòng chảy tiền mặt.